# Ebersdorf (Gemeinde Ober-Grafendorf)
Ebersdorf (früher auch Ebersdorf bei Grafendorf) ist eine Ortschaft und eine Katastralgemeinde in der Marktgemeinde Ober-Grafendorf im Bezirk St. Pölten-Land in Niederösterreich. Die Ortschaft hat 302 Einwohner (Stand 1. Jänner 2024).

## Geografie
Das Dorf liegt nördlich von Ober-Grafendorf in den Niederungen der westlich vorbeifließenden Pielach, wo sich auch das Naherholungsgebiet Ebersdorfer See mit umfangreichen Sport- und Freizeitanlagen befindet, wie etwa eine Tennishalle. Das Dorf besteht im Kern aus landwirtschaftlichen Anwesen und wurde ab der Mitte des 20. Jahrhunderts mehrfach und an allen Enden erweitert, ohne aber im Kern den bäuerlichen Charakter zu verlieren.

## Geschichte
Im Jahr 1822 wurde der Ort als Dorf mit 15 Häusern genannt, das nach Ober-Grafendorf eingepfarrt war, wohin auch die Kinder eingeschult wurden. Die Herrschaft Fridau besaß die Ortsobrigkeit, übte die Landgerichtsbarkeit aus und besorgte die Konskription. Die Untertanen und Grundholde des Ortes gehörten den Herrschaften Fridau und Melk. Laut Adressbuch von Österreich waren im Jahr 1938 in Ebersdorf ein Gastwirt und eine Mühle mit Sägewerk ansässig.